# 中国半岛列表
中国的海岸线曲折，除三大半岛以外，还有众多的小半岛，尤其在杭州湾以南的海岸线上。有的虽然名为岛者而实为半岛，如：葫芦岛、秦皇岛。

## 三大半岛
- 辽东半岛
- 山东半岛
- 雷州半岛

## 其他主要半岛
- 旅大半岛
- 穿山半岛（浙江宁波市）
- 象山半岛（浙江象山县）
- 强蛟半岛（浙江宁海县）
- 石塘半岛（浙江温岭市）
- 楚门-玉环半岛（浙江玉环市）
- 霞关半岛（浙江苍南县）
- 龙高半岛（福建福清市）
- 江阴半岛（福建福清市）
- 鉴江半岛（福建罗源县）
- 黄岐半岛（福建连江县）
- 秀屿半岛（福建莆田市）
- 埭头半岛（福建莆田市）
- 忠门半岛（福建莆田市）
- 崇武半岛（福建泉州市）
- 围头半岛（福建晋江市）
- 厦门半島（福建厦门市）
- 古雷半岛（福建漳浦县）
- 六螯半岛（福建漳浦县）
- 梅岭半岛（福建诏安县）
- 东山半岛（福建东山县）
- 东冲半岛（福建霞浦县）
- 稔平半岛（广东惠东县）
- 大鹏半岛（广东深圳市）
- 南头半岛（蛇口半岛，广东深圳市）
- 北海半岛（广西北海市）
- 洋浦半岛（海南洋浦區）
- 九龍半島（ 香港）
- 澳門半島（ 澳門）

## 被称为岛的半岛
- 青岛
- 秦皇岛（河北）
- 葫芦岛（辽宁）